# Kijany (Lublin)
Pour les articles homonymes, voir Kijany.
Kijany (prononciation : [kiˈjanɨ]) est un village polonais de la gmina de Spiczyn dans le powiat de Łęczna de la voïvodie de Lublin dans l'est de la Pologne.
Il se situe à environ 2 kilomètres au sud de Spiczyn (siège de la gmina), 9 kilomètres au nord-ouest de Łęczna (siège du powiat) et 17 kilomètres au nord-est de Lublin (capitale de la voïvodie).
Le village comptait approximativement une population de 700 habitants en 1992.

## Histoire
De 1975 à 1998, le village est attaché administrativement à l'ancienne Voïvodie de Lublin.

Depuis 1999, il fait partie de la nouvelle voïvodie de Lublin.